# Greatest Kiss
Greatest Kiss es un álbum recopilatorio de la banda de hard rock estadounidense Kiss, publicado en 1997.

## Lista de pistas

### Edición para Estados Unidos
1. "Detroit Rock City (Remix)" (Stanley, Ezrin) – 3:38
  - Lead Vocals - Paul Stanley
2. "Hard Luck Woman" (Stanley) – 3:35
  - Lead Vocals - Peter Criss
3. "Sure Know Something" (Stanley, Poncia) – 4:02
  - Lead Vocals - Paul Stanley
4. "Deuce" (Simmons) – 3:04
  - Lead Vocals - Gene Simmons
5. "Do You Love Me" (Stanley, Ezrin, Fowley) – 3:34
  - Lead Vocals - Paul Stanley
6. "I Was Made For Lovin' You" (Stanley, Poncia, Child) – 4:30
  - Lead Vocals - Paul Stanley
7. "Calling Dr. Love" (Simmons) – 3:46
  - Lead Vocals - Gene Simmons
8. "Christine Sixteen" (Simmons) – 3:12
  - Lead Vocals - Gene Simmons
9. "Beth" (Penridge, Ezrin, Criss) – 2:46
  - Lead Vocals - Peter Criss
10. "Strutter" (Stanley, Simmons) – 3:12
  - Lead Vocals - Paul Stanley
11. "Cold Gin" (Frehley) – 4:22
  - Lead Vocals - Gene Simmons
12. "Plaster Caster" (Simmons) – 3:27
  - Lead Vocals - Gene Simmons
13. "Rock and Roll All Nite" (Stanley, Simmons) – 2:53
  - Lead Vocals - Gene Simmons
14. "Flaming Youth" (Frehley, Stanley, Simmons, Ezrin) – 3:00
  - Lead Vocals - Paul Stanley
15. "Two Sides of the Coin" (Frehley) – 3:15
  - Lead Vocals - Ace Frehley
16. "Shout It Out Loud" (Live '96) (Stanley, Simmons, Ezrin) – 3:39
  - Lead Vocals - Paul Stanley & Gene Simmons
  - Produced by Kiss and Eddie Kramer
  - Recorded live from Tiger Stadium, Detroit, MI, on June 25, 1996.

### Edición para Europa y Australia
1. "Detroit Rock City (Remix)" (Stanley, Ezrin) – 3:38
  - Lead Vocals - Paul Stanley
2. "Black Diamond" (Stanley) – 5:14
  - Lead Vocals - Paul Stanley (Intro) & Peter Criss
3. "Hard Luck Woman" (Stanley) – 3:35
  - Lead Vocals - Peter Criss
4. "Sure Know Something" (Stanley, Poncia) – 4:02
  - Lead Vocals - Paul Stanley
5. "Love Gun" (Stanley) – 3:16
  - Lead Vocals - Paul Stanley
6. "Deuce" (Simmons) – 3:04
  - Lead Vocals - Gene Simmons
7. "Goin' Blind" (Simmons, Coronel) – 3:36
  - Lead Vocals - Gene Simmons
8. "Shock Me" (Frehley) – 3:47
  - Lead Vocals - Ace Frehley
9. "Do You Love Me" (Stanley, Ezrin, Fowley) – 3:34
  - Lead Vocals - Paul Stanley
10. "She" (Simmons, Coronel) – 4:08
  - Lead Vocals - Gene Simmons
11. "I Was Made For Lovin' You" (Stanley, Poncia, Child) – 4:30
  - Lead Vocals - Paul Stanley
12. "God of Thunder" (Stanley) – 4:15
  - Lead Vocals - Gene Simmons
13. "Calling Dr. Love" (Simmons) – 3:46
  - Lead Vocals - Gene Simmons
14. "Christine Sixteen" (Simmons) – 3:12
  - Lead Vocals - Gene Simmons
15. "Beth" (Penridge, Ezrin, Criss) – 2:46
  - Lead Vocals - Peter Criss
16. "Strutter" (Stanley, Simmons) – 3:12
  - Lead Vocals - Paul Stanley
17. "Rock and Roll All Nite" (Stanley, Simmons) – 2:53
  - Lead Vocals - Gene Simmons
18. "Cold Gin" (Frehley) – 4:22
  - Lead Vocals - Gene Simmons
19. "Plaster Caster" (Simmons) – 3:27
  - Lead Vocals - Gene Simmons
20. "God Gave Rock 'N' Roll To You II" (Ballard, Stanley, Simmons, Ezrin) – 5:20
  - Lead Vocals - Paul Stanley & Gene Simmons.

### Edición para Japón
1. "Detroit Rock City (Remix)" (Stanley, Ezrin) – 3:38
  - Lead Vocals - Paul Stanley
2. "Black Diamond" (Stanley) – 5:14
  - Lead Vocals - Paul Stanley (Intro) & Peter Criss
3. "Hard Luck Woman" (Stanley) – 3:35
  - Lead Vocals - Peter Criss
4. "Sure Know Something" (Stanley, Poncia) – 4:02
  - Lead Vocals - Paul Stanley
5. "Love Gun" (Stanley) – 3:16
  - Lead Vocals - Paul Stanley
6. "Deuce" (Simmons) – 3:04
  - Lead Vocals - Gene Simmons
7. "Goin' Blind" (Simmons, Coronel) – 3:36
  - Lead Vocals - Gene Simmons
8. "Shock Me" (Frehley) – 3:47
  - Lead Vocals - Ace Frehley
9. "Do You Love Me" (Stanley, Ezrin, Fowley) – 3:34
  - Lead Vocals - Paul Stanley
10. "She" (Simmons, Coronel) – 4:08
  - Lead Vocals - Gene Simmons
11. "I Was Made For Lovin' You" (Stanley, Poncia, Child) – 4:30
  - Lead Vocals - Paul Stanley
12. "Shout It Out Loud" (Live '96) (Stanley, Simmons, Ezrin) – 3:39
  - Lead Vocals - Paul Stanley & Gene Simmons
13. "God of Thunder" (Stanley) – 4:15
  - Lead Vocals - Gene Simmons
14. "Calling Dr. Love" (Simmons) – 3:46
  - Lead Vocals - Gene Simmons
15. "Beth" (Penridge, Ezrin, Criss) – 2:46
  - Lead Vocals - Peter Criss
16. "Strutter" (Stanley, Simmons) – 3:12
  - Lead Vocals - Paul Stanley
17. "Rock and Roll All Nite" (Stanley, Simmons) – 2:53
  - Lead Vocals - Gene Simmons
18. "C'Mon and Love Me" (Stanley) – 2:59
  - Lead Vocals - Paul Stanley
19. "Rock Bottom" (Stanley, Frehley) – 3:55
  - Lead Vocals - Paul Stanley
20. "God Gave Rock 'N' Roll To You II" (Ballard, Stanley, Simmons, Ezrin) – 5:20
  - Lead Vocals - Paul Stanley & Gene Simmons.

### Edición para México
1. "Detroit Rock City (Remix)" (Stanley, Ezrin) – 3:38
  - Lead Vocals - Paul Stanley
2. "Black Diamond" (Stanley) – 5:14
  - Lead Vocals - Paul Stanley (Intro) & Peter Criss
3. "Hard Luck Woman" (Stanley) – 3:35
  - Lead Vocals - Peter Criss
4. "Sure Know Something" (Stanley, Poncia) – 4:02
  - Lead Vocals - Paul Stanley
5. "Love Gun" (Stanley) – 3:16
  - Lead Vocals - Paul Stanley
6. "Deuce" (Simmons) – 3:04
  - Lead Vocals - Gene Simmons
7. "Goin' Blind" (Simmons, Coronel) – 3:36
  - Lead Vocals - Gene Simmons
8. "2,000 Man" (Jagger, Richards) – 4:53
  - Lead Vocals - Ace Frehley
9. "Do You Love Me" (Stanley, Ezrin, Fowley) – 3:34
  - Lead Vocals - Paul Stanley
10. "She" (Simmons, Coronel) – 4:08
  - Lead Vocals - Gene Simmons
11. "I Was Made For Lovin' You" (Stanley, Poncia, Child) – 4:30
  - Lead Vocals - Paul Stanley
12. "God of Thunder" (Stanley) – 4:15
  - Lead Vocals - Gene Simmons
13. "Calling Dr. Love" (Simmons) – 3:46
  - Lead Vocals - Gene Simmons
14. "Christine Sixteen" (Simmons) – 3:12
  - Lead Vocals - Gene Simmons
15. "Beth" (Penridge, Ezrin, Criss) – 2:46
  - Lead Vocals - Peter Criss
16. "Strutter" (Stanley, Simmons) – 3:12
  - Lead Vocals - Paul Stanley
17. "Rock and Roll All Nite" (Stanley, Simmons) – 2:53
  - Lead Vocals - Gene Simmons
18. "I Want You" (Stanley) – 3:02
  - Lead Vocals - Paul Stanley
19. "Plaster Caster" (Simmons) – 3:27
  - Lead Vocals - Gene Simmons
20. "God Gave Rock 'N' Roll To You II" (Ballard, Stanley, Simmons, Ezrin) – 5:20
  - Lead Vocals - Paul Stanley & Gene Simmons.

- Datos: Q1754251